# Macklemore
Benjamin Hammond "Ben" Haggerty, känd under sitt artistnamn Macklemore, född 19 juni 1983 i Seattle, är en amerikansk hiphopartist och rappare. Förut kallade han sig Professor Macklemore. 
Han släppte sitt debutalbum, The Unplanned Mixtape 2009. Singeln "Thrift Shop", som han gjorde tillsammans med producenten Ryan Lewis, hamnade på en första plats på Billboard Hot 100.